# Dom Néroman
Dom Néroman (ou Dom Neroman, parfois Dom Nécroman), de son vrai nom Pierre Victor Émile Maurice Rougié, est un astrologue français né le 18 juin 1884 à Gramat (Lot). Ingénieur civil des Mines de Saint-Étienne, il marqua profondément la vie astrologique française des années 1930 jusqu'à sa mort le 23 juin 1953 à Paris (16e). Il créa notamment le « Collège astrologique de France » et les éditions « Sous le Ciel ».
Il a introduit en France l'étude de la Lune noire (l'apogée de la Lune),.
Dans Le nombre d'or, clé du monde vivant, il écrit, croquis à l'appui : « s’il existe une race dont le nombril est trop bas pour la grande majorité des individus, cette race n’a pas encore atteint sa maturité » et cet écart « est surtout accusé chez la Juive (figure M) et chez la jeune négrille de l’Afrique équatoriale (figure K). »